# Francisco Verdín y Molina
Francisco Verdín y Molina (falecido a 29 de abril de 1675) foi um prelado católico romano que serviu como Bispo de Michoacán de 1673 a 1675 e Bispo de Guadalajara de 1665 a 1673.

## Biografia
Em 30 de maio de 1665, Francisco Verdín y Molina foi nomeado pelo Rei da Espanha e confirmado pelo Papa Alexandre VII como Bispo de Guadalajara. Recebeu a ordenação episcopal em 27 de junho de 1666, através de Dom Marcos Ramírez de Prado y Ovando, Bispo de Michoacán. Em 27 de novembro de 1673, foi nomeado pelo Rei da Espanha e confirmado pelo Papa Clemente X como Bispo de Michoacán, onde serviu até sua morte.
 

Enquanto bispo de Guadalajara, foi o consagrador principal de Francisco Antonio Sarmiento de Luna y Enríquez, bispo de Michoacán.